# اکسار پی‌ال‌سی
اکسار پی‌ال‌سی (انگلیسی: Xaar plc) شرکت فناوری اطلاعات بریتانیایی است، که در سال ۱۹۹۰ تأسیس شد.